# Il Medoro
Il Medoro è il titolo di una tragedia in versi di Giovanni Dolfin. Opera giovanile del futuro cardinale, non fu da lui pubblicata in vita, vide infatti la luce solo nel 1730 a Utrecht.
La tragedia, in cinque atti, si riallaccia alle gesta di Medoro nell' Orlando Furioso di Ludovico Ariosto, riprendendo dunque la figura del giovanissimo fante saraceno ma anche i personaggi di Cloridano, Angelica e Zerbino. In quest'opera Medoro scopre di essere figlio del sovrano cinese Arbace.